# Kirby (Arkansas)
Pour les articles homonymes, voir Kirby.
Kirby est une census-designated place du comté de Pike, dans l’État américain de l'Arkansas.